# Elisabeth Willeboordse
Elisabeth Willeboordse (ur. 14 września 1978 w Middelburgu) – holenderska judoczka, brązowa medalistka olimpijska, dwukrotna medalistka mistrzostw świata, dwukrotna mistrzyni Europy. 
Startuje w kategorii do 63 kg. Największym sukcesem zawodniczki jest brązowy medal igrzysk olimpijskich w Pekinie oraz srebrny medal mistrzostw świata z Rotterdamu (2009). Jest trzykrotną medalistką mistrzostw Europy.